# 人間讃歌/アクロス ザ ユニバーシティ
『人間讃歌 / アクロス ザ ユニバーシティ』は、日本のロックバンド・go!go!vanillasが2013年1月16日にSEEZ RECORDSから発売した、500枚限定の7インチシングルである。

## 概要
500枚限定プレスの7インチシングル。
2013年7月13日には表題曲「人間讃歌」のミュージック・ビデオが公開された。
8月29日には表題曲「アクロス ザ ユニバーシティ」のミュージック・ビデオが公開された。
2023年に開催された『「FLOWERS」TOUR 2023』
のツアーグッズとして復刻された。

## 収録内容
| 全作詞・作曲: 牧達弥、全編曲: go!go!vanillas。 |                                |        |            |       |
| #                                              | タイトル                       | 作詞   | 作曲・編曲 | 時間  |
| 1.                                             | 「人間讃歌」                   | 牧達弥 | 牧達弥     | 03:14 |
| 2.                                             | 「アクロス ザ ユニバーシティ」 | 牧達弥 | 牧達弥     | 02:50 |
| 合計時間:                                      | 合計時間:                      | 6:04   |            |       |

## 楽曲解説
1. 人間讃歌
  - 今作の表題曲。
  - アルバム「SHAKE」に、リード曲として収録されている[2]。
  - バンド初の音源の1曲目ということもあり、度々「バニラズの始まりの曲」などと称される[6]。2020年に開催されたバンド史上初となる日本武道館公演では、本編ラストの楽曲として、牧の「俺たちが始まった1曲を！」の言葉に続く形で披露された[7]。
2. アクロス ザ ユニバーシティ
  - 今作の表題曲。
  - アルバム「SHAKE」に収録されている。
  - 前述の2020年に開催された日本武道館公演では、アンコール1曲目の楽曲として披露された[7]。

## 参加ミュージシャン
go!go!vanillas
- 牧達弥（ボーカル・ギター）
- 宮川怜也（ギター）
- 長谷川プリティ敬祐（ベース）
- ジェットセイヤ（ドラムス）

## ライブ映像作品
人間讃歌
- Magic Number（初回限定盤）
- 1st LIVE FILM -AMAZING BUDOKAN 2020-

アクロス ザ ユニバーシティ
- Magic Number（初回限定盤）
- カウンターアクション（完全限定生産盤）
- 1st LIVE FILM -AMAZING BUDOKAN 2020-
- 青いの。（完全限定生産盤）